# Sant Miquel de Montoriol d'Amunt
Sant Miquel de Montoriol d'Amunt era l'església parroquial, romànica, del poble de Montoriol d'Amunt, del terme comunal de Montoriol, de la comarca dels Aspres, al Rosselló (Catalunya del Nord).
Estava situada en el poble de Montoriol d'Amunt, al costat del Castell de Montoriol d'Amunt, on més tard hi hagué la masia de Can Manent, en ruïnes, tot i que se'n conserva el nom, al sud-oest del terme comunal.

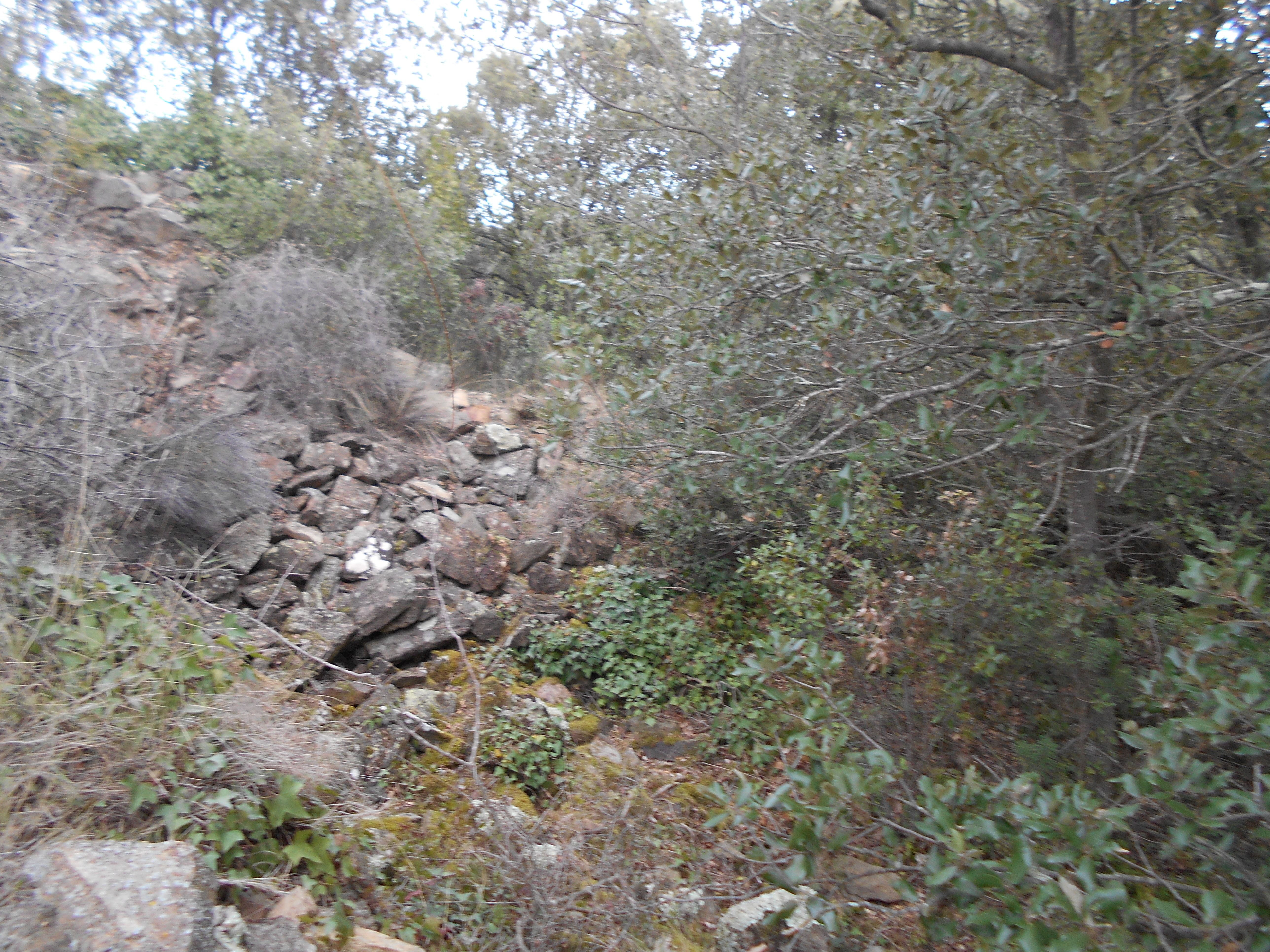
Munt d'enderrocs de l'església

L'església és l'element més trinxat del conjunt de ruïnes que es conserva, ja que pràcticament totes les seves pedres foren les escollides pel desaprensiu que feu malbé del tot les restes que s'hi conservaven amb la finalitat de construir-se una casa d'estiueig.

## Història
Consagrada el 1011, el mateix dia que la propera església de Santa Maria, depenia de l'abadia de Santa Maria d'Arles. Als anys 80, del segle xx, fou acabada d'enderrocar pel propietari desaprensiu esmentat.

## L'edifici
Era una església romànica d'una sola nau, coberta amb volta, que estava assentada damunt d'arcades laterals.